# 邁丹-霍萊尼希夫西基
49°16′6″N 27°47′38″E / 49.26833°N 27.79389°E
邁丹-霍萊尼什奇夫斯基（羅馬化：Maidan-Holenyshchivskyi）是位於烏克蘭西部的村莊，由赫梅利尼茨基州裡赫梅利尼茨基區的萊蒂奇夫市鎮負責管轄。該村面積1.07平方公里，海拔高度299米，2001年人口316，人口密度每平方公里294.8人。